# Воскресенье, проклятое воскресенье
«Воскресенье, проклятое воскресенье» (англ. Sunday Bloody Sunday) — британский драматический фильм, снятый режиссёром Джоном Шлезингером по сценарию Пенелопы Джиллиат и вышедший на экраны в 1971 году. Главные роли в картине исполнили Гленда Джексон, Питер Финч и Мюррей Хэд. 
Фильм был удостоен ряда наград и номинаций, в том числе премии «Золотой глобус» и пяти наград BAFTA, а также получил четыре номинации на премию «Оскар». В 1999 году он был признан одним из «100 лучших британских фильмов за сто лет» по версии Британского института киноискусства.

## Сюжет
Дэниел Хёрш, доктор-еврей средних лет, и Алекс Гревилл, разведённая женщина за тридцать, состоят в отношениях с одним человеком — скульптором Бобом Элкином. Оба знакомы друг с другом и знают, что Элкин поддерживает отношения с обоими, однако мирятся с ситуацией, опасаясь потерять его. И Дэниел, и Алекс являются близкими друзьями семьи Ходсон, в компании которой проводят воскресные обеды, стараясь не пересекаться друг с другом.

## Актёрский состав
- Питер Финч — доктор Дэниел Хёрш
- Гленда Джексон — Алекс Гревилл
- Мюррей Хэд — Боб Элкин
- Пегги Эшкрофт — миссис Гревилл
- Тони Бриттон — Джордж Хардинг
- Морис Денэм — мистер Гревилл
- Дэниел Дэй-Льюис – юный вандал
- Бесси Лав — телефонистка
- Вивиан Пиклз — Альва Ходсон
- Фрэнк Уиндсор — Билл Ходсон
- Томас Бэптист — профессор Джонс
- Ричард Пирсон — пациент
- Джун Браун — пациентка
- Ханна Норберт — мать Дэниела
- Гарольд Голдблатт — отец Дэниела
- Мари Берк — тётя Астрид

## Производство

### Разработка
Джон Шлезингер задумал фильм во время работы над картиной «Вдали от обезумевшей толпы». Он привлёк к проекту писательницу Пенелопу Джиллиат, накануне выпустившую роман о любовном треугольнике, которая, после обсуждения будущего фильма с Шлезингером, написала черновой вариант сценария в течение десяти дней.
Фильм провёл в производстве пять лет и, по словам Шлезингера, имел «… бесконечные задержки. Никто особо не хотел делать наш фильм. Проблемы с подбором актёров. И он [фильм] вышел ужасно дорогим».

### Кастинг
Питер Финч был изначальным выбором Шлезингера на роль Дэниела Хёрша. Финч, однако, к тому моменту подписался на съёмки в фильме «Удел человеческий» Фреда Циннемана, после чего Шлезингер взял на роль Алана Бейтса. Бейтс, в свою очередь, выбыл из фильма из-за занятости на съёмках картины «Посредник», после чего на роль был взят Иэн Баннен. Шлезингер, посчитав, что Баннен некомфортно выглядит в кадре, вскоре уволил его, после чего к роли вернулся Финч, чей фильм «Удел человеческий» так и не сдвинулся со стадии предпроизводства.
Шлезингер планировал предложить главную женскую роль Джин Симмонс, однако взял Гленду Джексон после того, как увидел её в фильме «Влюблённые женщины».

## Принятие

### Отзывы критиков
Фильм получил положительные отзывы критиков. На интернет-агрегаторе Rotten Tomatoes он имеет рейтинг 86% на основе 29 рецензий.

### Награды и номинации
| Ассоциация                                | Год  | Категория                                  | Номинант(-ы)                               | Результат |
| ----------------------------------------- | ---- | ------------------------------------------ | ------------------------------------------ | --------- |
| «Оскар»                                   | 1972 | Лучшая режиссура                           | Джон Шлезингер                             | Номинация |
| «Оскар»                                   | 1972 | Лучшая мужская роль                        | Питер Финч                                 | Номинация |
| «Оскар»                                   | 1972 | Лучшая женская роль                        | Гленда Джексон                             | Номинация |
| «Оскар»                                   | 1972 | Лучший оригинальный сценарий               | Пенелопа Джиллиат                          | Номинация |
| «Золотой глобус»                          | 1972 | Лучший иностранный англоязычный фильм      | «Воскресенье, проклятое воскресенье»       | Победа    |
| «Золотой глобус»                          | 1972 | Лучшая мужская роль — драма                | Питер Финч                                 | Номинация |
| BAFTA                                     | 1972 | Лучший фильм                               | «Воскресенье, проклятое воскресенье»       | Победа    |
| BAFTA                                     | 1972 | Лучшая режиссура                           | Джон Шлезингер                             | Победа    |
| BAFTA                                     | 1972 | Лучшая мужская роль                        | Питер Финч                                 | Победа    |
| BAFTA                                     | 1972 | Лучшая женская роль                        | Гленда Джексон                             | Победа    |
| BAFTA                                     | 1972 | Лучший сценарий                            | Пенелопа Джиллиат                          | Номинация |
| BAFTA                                     | 1972 | Лучшая операторская работа                 | Билли Уильямс                              | Номинация |
| BAFTA                                     | 1972 | Лучший звук                                | Дэвид Кэмплинг, Саймон Кэй, Джерри Хамфрис | Номинация |
| «Давид ди Донателло»                      | 1972 | Лучший иностранный режиссёр                | Джон Шлезингер                             | Победа    |
| Премия Гильдия режиссёров Америки         | 1972 | Лучший режиссёр художественного фильма     | Джон Шлезингер                             | Номинация |
| Национальное общество кинокритиков США    | 1971 | Лучшая мужская роль                        | Питер Финч                                 | Победа    |
| Национальное общество кинокритиков США    | 1971 | Лучший сценарий                            | Пенелопа Джиллиат                          | Победа    |
| Национальное общество кинокритиков США    | 1971 | Лучшая операторская работа                 | Билли Уильямс                              | Номинация |
| Круг кинокритиков Нью-Йорка               | 1971 | Лучшая мужская роль                        | Питер Финч                                 | Номинация |
| Круг кинокритиков Нью-Йорка               | 1971 | Лучший сценарий                            | Пенелопа Джиллиат                          | Победа    |
| Премия Гильдии сценаристов США            | 1972 | Лучший оригинальный драматический сценарий | Пенелопа Джиллиат                          | Победа    |
| Премия Гильдии сценаристов Великобритании | 1972 | Лучший оригинальный британский сценарий    | Пенелопа Джиллиат                          | Победа    |